# Suecia en el Festival de la Canción de Eurovisión 1958

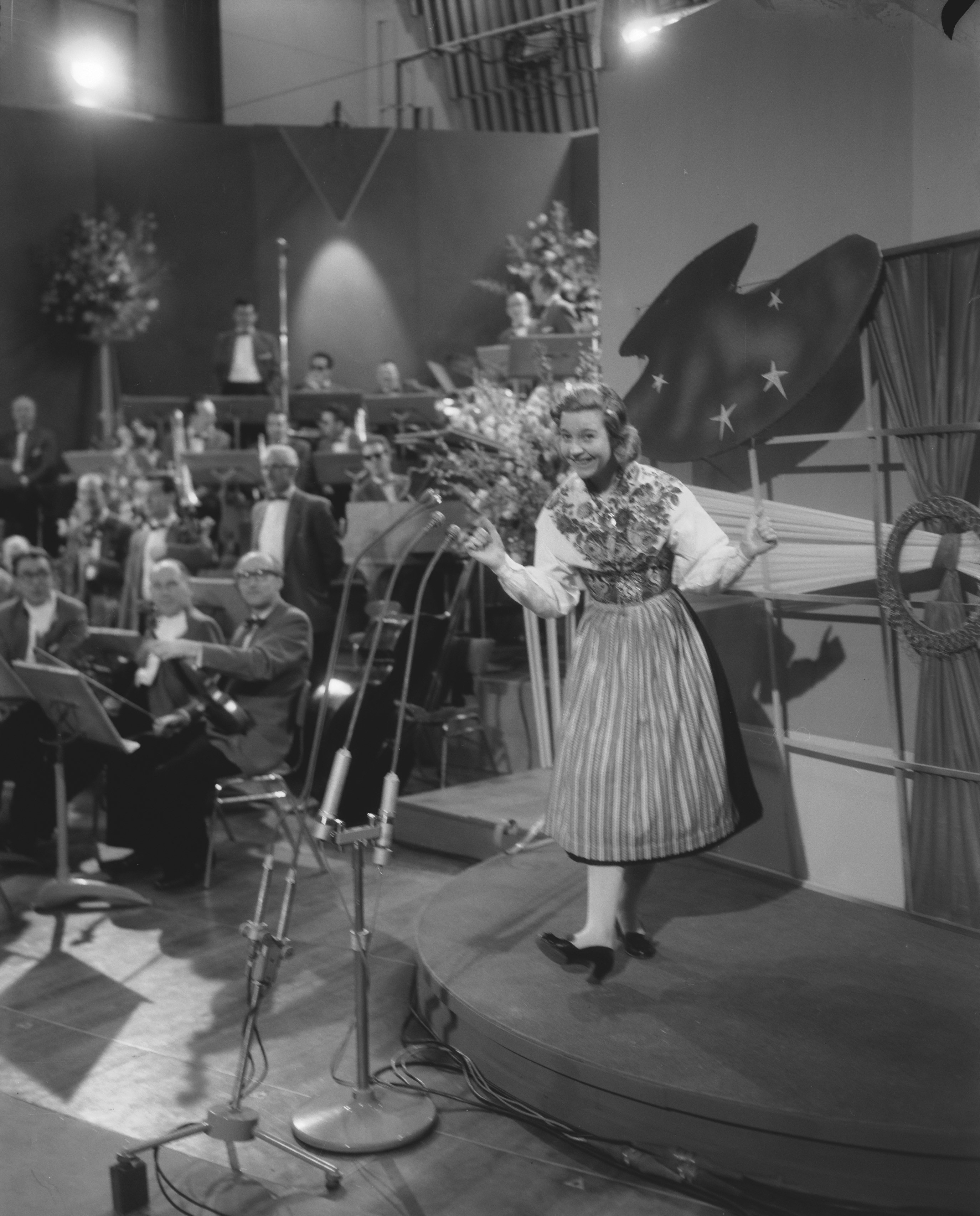
Colección / Archivo: Colección de fotos Anefo
Reportaje / Serie: Songfestival 1958
Descripción: Participante Alice Babs (Suecia)
Fecha: 11 de marzo de 1958
Ubicación: Hilversum, Holanda Septentrional
Palabras clave: festivales de la canción, cantantes
Fotógrafo: Pot, Harry / Anefo
Derechos de autor: Archivos Nacionales
Tipo de material: Negativo (negro/blanco)
Número de inventario del archivo: ver acceso 2.24.01.04
Fuente

En el Festival de la Canción de Eurovisión 1958, Suecia no organizó ningún festival para seleccionar a su representante, ya que fue el primer año en el que el país tomaba parte en el Festival de la Canción de Eurovisión.
El representante sueco fue elegido por la "Föreningen Svenksa Kompositörer Av Populärmusik" (SKAP - "Asociación de Compositores Suecos de Música Popular") por encargo de la Radio Televisión Sueca.
El jurado seleccionador, compuesto por Rune Ellboj, Roland Levin, Gunnar Lundén-Welden, Charles Redland y Gösta Stevens, seleccionó 10 finalistas de 152 temas recibidos. Junto a la Radio Televisión Sueca, finalmente eligió la melodía vencedora, "Samma stjärnor lysa för oss två" ("Las Mismas Estrellas Brillan Para Nosotros Dos").
Alice Babs fue elegida como intérprete de la canción, pero ésta mostró su disconformidad con el texto. Gunnar Wersén fue el encargado de escribir un nuevo texto, cambiando el título de dicha canción a "Lilla Stjärna" ("Pequeña Estrella").
Entre otros artistas que enviaron temas para esta preselección interna, se encontraba Stikkan Andersson, con el tema "Jag sänder dig solsken" ("Te Regalo La Luz Del Sol"), pero no superó la primera criba selectiva.